# Mohamed El-Sayed (schermidore)
Mohamed El-Sayed Sami Salah Al-Din Nada Saleh (in arabo محمد السيد سامي صلاح الدين ندا صالح‎?; Al-Qahira, 3 marzo 2003) è uno schermidore egiziano, specializzato nella spada.

## Biografia
Ha fatto parte della spedizione egiziana ai Giochi olimpici giovanili di Buenos Aires 2018, dove ha concluso al quarto posto nella spada individuale e ottavo nella gara a squadre miste.
Ha rappresentato l'Egitto all'Olimpiade di Tokyo 2020 nel torneo di spada individuale in cui è stato eliminato ai quarti dall'ucraino Ihor Rejzlin, dopo aver superato il francese Yannick Borel ai sedicesimi e il cinese Lan Minghao agli ottavi.
Nel 2022 a Parigi riesce ad entrare per la prima volta nella top 8 in una gara di Coppa del Mondo, piazzandosi 6º. Vince i Campionati Africani a Casablanca e replica l'oro ai Giochi del Mediterraneo 2022 ad Orano, battendo in finale l'italiano Valerio Cuomo.
Nel 2024 conquista la medaglia di bronzo alle Olimpiadi di Parigi.

## Palmarès
- Giochi olimpici

Parigi 2024: bronzo nella spada individuale.
- Giochi del Mediterraneo

Orano 2022: oro nella spada individuale.